# 幸せな結末
「幸せな結末」（しあわせなけつまつ）は、大滝詠一の通算14枚目のシングル。1997年11月12日にSony Records（現：ソニー・ミュージックレーベルズ）から発売された。

## 解説
前作「フィヨルドの少女 / バチェラー・ガール」（1985年）以来12年ぶりのシングル。フジテレビ系月9ドラマ『ラブジェネレーション』主題歌として制作され、カップリングの「Happy Endで始めよう」も同ドラマの挿入歌として使用された。
タイトルや自身のアルバム『大瀧詠一』のジャケットをそのまま使用するなど、セルフパロディ的な作品で、ジャケットを元にしたPVが制作された。自身のアルバム『大瀧詠一』のジャケットをそのまま使用した事によりアルバム『大瀧詠一』の再発売時にアルバム『大瀧詠一』を知らない若い世代が大滝のベスト・アルバムだと勘違いしたエピソードがある。
大滝は1980年代半ばから熱狂的なファンであるフジテレビのプロデューサー（当時）、亀山千広からドラマ主題歌のオファーを何度も受けた。亀山は「ロングバケーション的な曲」を望んでおり、作詞の松本隆と共同作業で作った世界観を一人で作ることは無理と考え、「近鉄が優勝したら」「近鉄が連覇したら」等の適当な理由をつけて、すべてやんわりと断った。
大滝は1994年から1995年までの頃にようやくオファーを受諾したが、作曲が難航。1996年頃に亀山は待ちきれなくなり、大滝へ正式に使用許可を願い出て、大滝のアルバム・タイトルを当時制作していたドラマ『ロングバケーション』に借用する。
ドラマ主題歌の話は一時期流れかけるが、翌年の『ラブジェネレーション』制作時に曲が完成し、大滝がドラマ主題歌を担当することとなった。『ロングバケーション』で監督を務めた永山耕三が参加、木村拓哉が主演、松たか子の事務所の社長がナイアガラ・レコードの元スタッフだったことなど不思議な縁があったという。
この時期に旧友の上原裕が復帰するなど、歌手活動再開に条件が整った。大滝は「幸せな結末」の録音開始数か月前にスタジオへ入り、12年間離れていたスタジオで勘を取り戻すため、通称“ナイアガラ・リハビリ・セッション”と呼ばれるセッションを行った。
作詞を担当した多幸福は、大滝・亀山・永山の共同ペンネームで、永山が提示する作品の世界観に沿う歌詞が作られた。「幸せな結末」の歌い出しである“髪をほどいた 君のしぐさが 泣いているようで胸が騒ぐよ”の一節は、レコーディング時に永山から呼び出された脚本家の坂元裕二が手伝った。
2023年7月7日の「短冊CDの日」に合わせて「幸せな結末」と「Happy Endで始めよう」のカラオケを追加収録して26年振りに8cmCDで再発売された。

## アートワーク
本作は大滝作品では唯一8cmCDで発売されたシングル。レーベルは初のブルー・レーベル仕様で、『A LONG VACATION』の広告カードが封入された。

## チャート成績
ドラマの記録的ヒットもあり、オリコンチャートで初登場から2週連続で2位となり、最終的に97.0万枚を売り上げる大ヒットとなった。オリコンの集計によれば、大滝のシングルのうち最大の売上枚数を記録している作品である。それまでの最高順位は「フィヨルドの少女」の週間31位だったが、大幅に上回る結果となった。
大滝名義で初のシングルトップ10入りを達成、1972年のソロデビューから25年目で初のトップ10入りは、史上最も遅い記録となった。累計ではミリオンセラーを達成したと報じられている。
2023年の再発売版ではオリコンチャートで初週26位、初週売上枚数1,895枚を記録している。

## 収録曲
1. 幸せな結末  –  (4:35) OT-15
  - 作詞：多幸福、作曲：大瀧詠一、編曲：井上鑑
  - 大滝にとっては「フィヨルドの少女」以来12年ぶりとなる新曲で、初の月9ドラマ主題歌。1985年以降も、他ミュージシャンへの楽曲提供などは行っていたものの、大滝名義のリリースは同シングル以来である。ただし、「バチェラー・ガール」は1984年のアルバム『EACH TIME』用にレコーディングされていたものの未発表になっていたため、純粋な新曲としては「フィヨルドの少女」以来となる。
  - タイトルは自身が在籍していたバンド「はっぴいえんど」にかけており、ドラマ版ではイントロ無し版やストリングス版などが使用されていた。
  - 1997年12月13日放送のフジテレビ系『LOVE LOVE あいしてる』に『ラブジェネレーション』でヒロインを演じた松たか子がゲスト出演しこの曲をカバーした際には、大滝が収録後に自らミックスダウンを行い、エンディングにコーラスが追加された[7]（公式ホームページではBGV/MIXとクレジット）[8]。
2. Happy Endで始めよう  –  (3:41) OT-16
  - 作詞：多幸福、作曲：多羅尾伴内、編曲：Rinky O'hen
  - 『ラブジェネレーション』挿入歌。表題曲と同じく、はっぴいえんどにかけた楽曲で、随所にかつて自身が作曲した楽曲のタイトルが織り込まれている。

## クレジット
- PRODUCER : EIICHI OHTAKI
- ENGINEER : TAMOTSU YOSHIDA

## 「幸せな結末」カバー
| アーティスト                        | 収録作品（初出のみ）                                     | 発売日         | 規格          | 品番                                                  |
| ----------------------------------- | -------------------------------------------------------- | -------------- | ------------- | ----------------------------------------------------- |
| 角聖子                              | 翼をください〜ピアノによる最新テレビヒット曲集           | 1998年4月24日  | CD            | KICC-243                                              |
| オルゴール                          | ミッフィー・オルゴール・コレクション For You〜幸せな結末 | 2001年1月10日  | CD            | KICG-8243                                             |
| 平野孝幸                            | ピアノ・インテリア 12のラブ・ストーリー                  | 2001年1月24日  | CD            | KICS-856                                              |
| 前川清+井上鑑                       | ナイアガラで恋をして Tribute to EIICHI OHTAKI            | 2002年11月20日 | CD            | WPC6-10237                                            |
| 極東ラヴァーズオーケストラ          | フタリノウタ〜ドラマチック’90s〜                         | 2007年8月22日  | CD            | LDCD-50035                                            |
| 島谷ひとみ                          | 男歌〜cover song collection〜                            | 2007年12月5日  | - CD+DVD - CD | - AVCD-23399/B - AVCD-23400                           |
| ENA                                 | DRAMATIC LIFE 2                                          | 2011年10月26日 | CD            |                                                       |
| 鈴木雅之                            | DISCOVER JAPAN II                                        | 2014年9月10日  | - 2CD - CD    | - ESCL 4268~9【初回生産限定盤】 - ESCL 4270【通常盤】 |
| Moonlight Jazz Blue & JAZZ PARADISE | オトナJAZZ 〜静かな夜のカフェで〜                        | 2014年9月24日  | CD            | SCCD-0330                                             |
| 一青窈                              | ヒトトウタ                                               | 2015年7月29日  | - CD+DVD - CD | - UPCH-29192【初回限定盤】 - UPCH-20398【通常盤】     |
| 宇宙人 (Cosmos People)              | NEO BLUE EYED SOUL -City Pop style-                      | 2016年8月3日   | CD            | PCD-18810                                             |
| ニコラス・エドワーズ                | トビラウタ                                               | 2018年4月25日  | - CD - CD     | - EDCE-1027（タイプA） - EDCE-1028（タイプB）         |

## リリース日一覧
| 地域 | タイトル                         | リリース日                                    | レーベル                    | 規格                   | カタログ番号 | 備考 |
| ---- | -------------------------------- | --------------------------------------------- | --------------------------- | ---------------------- | ------------ | --- |
| 日本 | 幸せな結末 / Happy Endで始めよう | 1997年11月12日                                | NIAGARA ⁄ Sony Records      | 8cmCDシングル          | SRDL 4500    | 本作は正規では初のブルー・レーベル仕様。『A LONG VACATION』の広告カードを封入。 |
| 日本 | 幸せな結末 / Happy Endで始めよう | - 2013年3月20日 - 2014年4月1日 - 2014年9月1日 | NIAGARA ⁄ Sony Records      | デジタル・ダウンロード | –            | 全2曲(AAC 128/320kbps) |
| 日本 | 幸せな結末 / Happy Endで始めよう | 2023年7月7日                                  | NIAGARA ⁄ Sony Music Labels | 8cmCDシングル          | SRDL 4747    | 2023年からスタートした「短冊CDの日」リリース企画の一環で上記シングル盤を8cmCDにて復刻発売。その際、表題曲とカップリング曲のオリジナル・カラオケが追加収録された。1997年発売のレーベルが使われているため、カラオケ用の『-TB』で終わる、枝番は記載されていない。 |

## その他
大滝の出身地・岩手県を本拠とするサッカークラブのいわてグルージャ盛岡では、試合勝利の後に選手とサポーターでこの曲を歌うのが通例となっており（ただし歌詞はなく全てハミングで歌唱）、クラブマスコットであるキヅールのプロフィールにも好きな曲として織り込まれている。